# Кимряков, Алексей Ефимович
Алексей Ефимович Кимряков (12 [24] февраля 1877, Павловское — после 1926) — крестьянин, депутат Государственной думы II созыва от Московской губернии.

## Биография
Из крестьян села Павловского Звенигородского уезда Московской губернии. Окончил начальную сельскую школу. Занимался торговлей и земледелием. Заведовал библиотекой, позднее попечительством о народной трезвости в родном селе. В 1906 году был на 2 месяца заключён в тюрьму. Внепартийный.
6 февраля 1907 избран во Государственную думу II созыва от общего состава выборщиков Московского губернского избирательного собрания. По мнению В. Ф. Джунковского Кимряков в то время занимал крайне левую позицию. В Думе вошёл в Трудовую группу и фракцию Крестьянского союза. Состоял в думской Комиссии по исполнению государственной росписи доходов и расходов. Участвовал в заседаниях Президиума Думы как представитель фракции трудовиков. В 1907 году сотрудничал с газетой «Трудовой народ», органом трудовиков и Всероссийского крестьянского союза, в котором состоял.
После революции, с 1919 по 1923 годы, большую часть второго этажа дома Алексея Кимрякова занимала воинская часть, потом она сдавалась комхозу и использовалась под чайную лавку. Нижний этаж занимала хлебопекарня, а часть сдавалась бывшему владельцу, то есть в это время дом был уже конфискован. В списке 1926 года жителей Павловской слободы, «имевших другие источники дохода, кроме сельского хозяйства» значится и Алексей Ефимович Кимряков, сдававший помещение под валку теплой обуви.
Дальнейшая судьба и дата смерти неизвестны.

## Семья
- Отец — Ефим Павлович Кимряков, мать — Мария Ивановна
- Братья — Иван Ефимович (р. 1883), Михаил Ефимович (р. 1886, репрессирован), Николай Ефимович (р. 1894)
- Жена — Прасковья Тимофеевна Гаврилова